# Georg Niffka
Georg Niffka (* 6. September 1898 in Cosel, Kreis Cosel, Provinz Oberschlesien; † 13. Oktober 1975 in Neustadt am Rübenberge) war ein deutscher Sportjournalist und -funktionär sowie
SS-Offizier. Während der deutschen Besatzung Polens im Zweiten Weltkrieg bekleidete er das Amt des Sportbeauftragten des Generalgouvernements.

## Leben

### Bis zum Zweiten Weltkrieg
Niffka wuchs als Sohn eines Amtsgerichtsekretärs in einer deutschnational orientierten katholischen Familie auf. Nach dem Abitur in Myslowitz nahm er an der Universität Breslau das Studium der Rechtswissenschaften auf. Nach dem Ersten Weltkrieg nahm er in verschiedenen deutschen Freikorps an den Volkstumskämpfen in Oberschlesien teil. Als der Ostteil Oberschlesiens 1922 an Polen angeschlossen wurde, bekam er, wie alle Einwohner der betroffenen Region, die polnische Staatsangehörigkeit.
An der Breslauer Universität engagierte er sich bei der Organisation des Studentensports sowie in der nichtschlagenden Katholischen Deutschen Studentenverbindung Winfridia (ab 1918) im CV. 1925 schloss er das Jurastudium mit der Promotion ab und kehrte nach Ostoberschlesien zurück. 1926 trat er in die Redaktion des in Königshütte erscheinenden Oberschlesischen Kuriers ein, dessen Chefredakteur der katholische Nazi-Gegner Eduard Pant war, und übernahm die Leitung der Sportredaktion. In den 1930er Jahren berichtete Niffka, der nach den Schilderungen von Zeitgenossen ausgezeichnet Polnisch sprach, auch für das Magazin Der Kicker über den Fußball in Polen.
Auch übernahm er die Leitung der „Deutschen Turnerschaft in der Republik Polen“. Nach eigener Darstellung empörten Niffka die Schikanen der polnischen Behörden gegen die deutsche Minderheit in Polen, die in den ostoberschlesischen Industriestädten zunächst die Mehrheit der Bevölkerung stellte. 1931 trat er in die neugegründete Jungdeutsche Partei in Polen ein, die zunehmend engere Verbindungen zur NSDAP unterhielt und von ihr auch heimlich finanziell unterstützt wurde, und stieg in ihr 1938 zum „Gauleiter für Schlesien“ auf. Wiederholt stand er wegen angeblich staatsfeindlicher Aktivität vor Gericht.

### Im Zweiten Weltkrieg
Als Aktivist der deutschen Minderheit, die die Führung in Warschau nach der Machtergreifung der NSDAP in Berlin 1933 zunehmend als illoyal zum polnischen Staat stehende Risikogruppe ansah, wurde Niffka nach eigener Darstellung am 15. August 1939 verhaftet und nach Beginn des deutschen Angriffs auf Polen einem Gefangenentransport zugeteilt, dessen Ziel das ostpolnische Lwów war. Ende September holte nach seinem Bericht eine Einheit der Wehrmacht den Transport ein und befreite die Häftlinge, deren Erschießung schon vorbereitet gewesen sei.
Niffka übernahm im März 1940 im besetzten Polen das neugeschaffene Amt des Sportbeauftragten des Generalgouvernements, das ihm Generalgouverneur Hans Frank angetragen hatte. In diesem Amt teilte er Vertretern des offiziell von den Besatzern aufgelösten polnischen Fußballverbandes PZPN mit, dass Polen kein organisierter Sport erlaubt sei. Im selben Jahr gründete er die Gauliga Generalgouvernement und die Deutsche Turn- und Spielgemeinschaft Krakau, die zum größten Besatzerclub wurde. Auch schrieb er weiter für den Kicker.
Am 28. Februar 1941 beantragte er die Aufnahme in die NSDAP und wurde rückwirkend zum 1. Januar desselben Jahres aufgenommen (Mitgliedsnummer 8.691.952). Er wurde im Rang eines Untersturmführers in die SS aufgenommen. 1942 wurde Niffka allerdings auf den Posten des Stellvertreters des Sportbeauftragten zurückgestuft. 1943 wurde er aus der Verwaltung des Generalgouvernements entfernt und einer Einheit der Waffen-SS zugeteilt, er kam in Posen und Wien zum Einsatz. Laut seiner Personalakte hatte sich der oberste SS-Führer im Generalgouvernement, Friedrich Wilhelm Krüger, daran gestört, dass Niffka sich in vier Fällen für „Polen oder polenstämmige Personen“ eingesetzt hatte.

### Nach dem Zweiten Weltkrieg
Unmittelbar nach Kriegsende wurde Niffka als ehemaliger Angehöriger der SS für ein Jahr interniert, zunächst in Salzburg, dann in Nürnberg. Seine Frau war Anfang 1945 bei der Flucht aus Schlesien umgekommen, sein jüngerer Bruder wurde nach Niffkas Darstellung in der ersten Nachkriegszeit in polnischen Gefangenschaft ermordet. Nach seiner Freilassung Ende 1946 fand er Arbeit in einem landwirtschaftlichen Betrieb im bayerischen Hörmannsdorf. Im Februar 1948 wurde er auf Antrag der Staatsanwaltschaft, die gegen ihn als ehemaligen NS-Funktionär ermittelte, verhaftet. Das Amtsgericht Parsberg verurteilte ihn zu zwei Jahren Arbeitslager unter Anrechnung der bisherigen dreizehn Monate, die er in Internierungshaft verbracht hatte. Auch wurde ihm das aktive sowie passive Wahlrecht entzogen und es wurde ihm verboten, in den folgenden fünf Jahren als Lehrer, Redakteur oder Prediger tätig zu werden. Doch nach nur zehn Wochen wurde Niffka aufgrund eines Erlasses des Bayerischen Staatsministeriums für Sonderaufgaben aus dem Internierungs- und Arbeitslager Nürnberg entlassen.
Fortan arbeitete er als freier Journalist, überdies engagierte er sich im Bund der Vertriebenen und der Landsmannschaft der Oberschlesier. Auch trat er dem Bund der Heimatvertriebenen und Entrechteten (BHE) bei. 1963 betrieb er die Neugründung der „Deutschen Turnerschaft in Polen“, die Sportfeste für Heimatvertriebene organisierte, auch übernahm er den Vorsitz des Verbandes der ehemaligen Fußballvereine Ostoberschlesiens.

## Auszeichnungen
- Ehrennadel des Landessportbundes Niedersachsen, 1962
- Goldene Ehrennadel des DFB, 1971